# DPa (Inschrift)

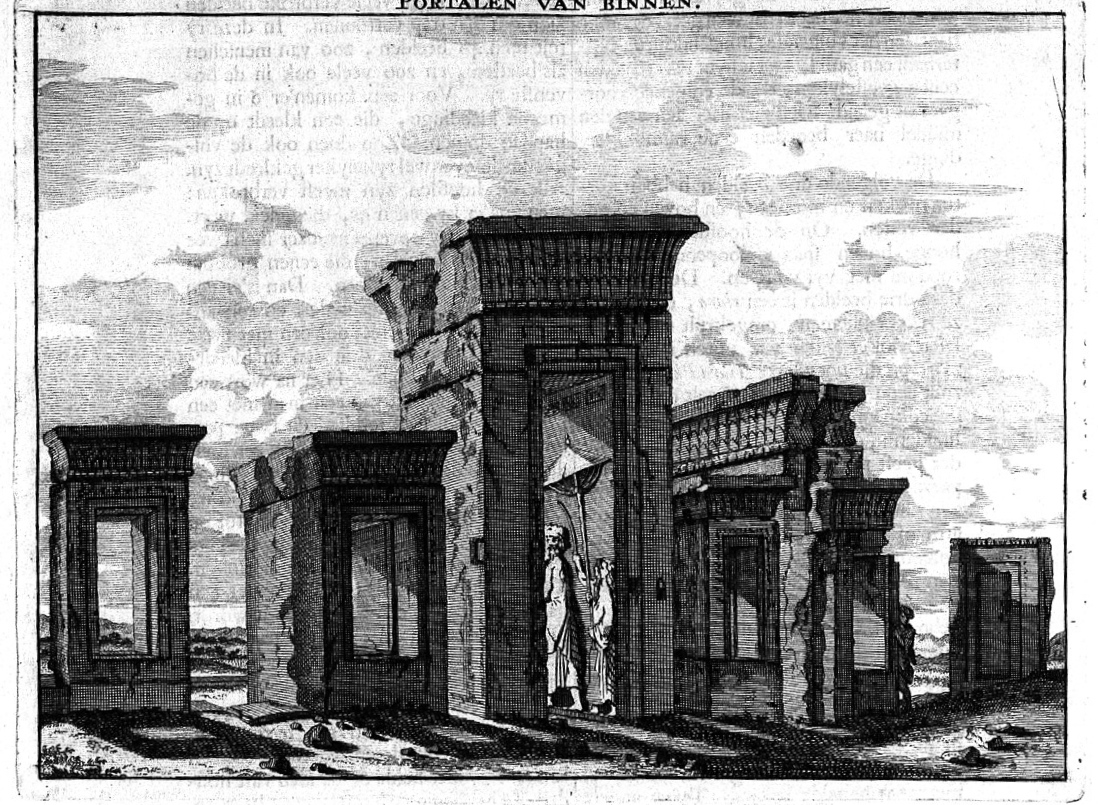
DPa^{W} am westlichen Türpfosten des Südeingangs zu Haupthalle des Palasts von Dareios I. über dem Relief des Königs. Cornelis de Bruyn 1704

DPa ist die Abkürzung einer Inschrift von Dareios I. (D). Sie wurde in Persepolis (P) entdeckt und von der Wissenschaft mit einem Index (a) versehen. Die Inschrift liegt in altpersischer, elamischer und babylonischer Sprache vor.

## Inhalt
„Darius, der große König, König der Könige, König der Länder, des Hystaspes Sohn, der Achämenide, der diesen Winterpalast gebaut hat.“

Rüdiger Schmitt übersetzt 2023 den Anfang des Texts mit der dritten Person: „(Es war) Dareios, …, der diesen Palast errichtet hat.“ Wegen der unpersönlichen Anrede wird vermutet, dass der Verfasser der Inschrift nicht Dareios I. gewesen ist, sondern die Inschrift erst unter Xerxes I. entstanden ist. Das würde auch die auffällige Konstellation der Inschriften DPa, DPb und XPk erklären.

## Standort
Die sechszeilige Inschrift befindet sich am östlichen (DPaE) und westlichen (DPaW) Türpfosten des Südeingangs zur Haupthalle des Palasts von Dareios I. Sie steht oberhalb des Reliefs des Königs mit seinen Dienern. Beide Versionen der Inschrift befinden sich in situ (am Ursprungsort).

## Forschungsgeschichte
Die Inschrift DPa wurde früh entdeckt und veröffentlicht. Wegen der frühen Verfügbarkeit spielte DPa eine bedeutsame Rolle in den Anfängen der Entzifferung der altpersischen Keilschrift. Cornelis de Bruyn fertigte Anfang des 18. Jahrhunderts die erste Tafel an. Carsten Niebuhr schrieb die Inschrift auf seinen Reisen 1774–1778 ab. Die Abschriften wurden von Georg Friedrich Grotefend zusammen mit anderen Inschriften von Persepolis und der Inschrift auf einer Xerxes-Vase Anfang des 19. Jahrhunderts verwendet, um damit die ersten brauchbaren Ansätze zur Entzifferung der altpersischen Keilschriften zu liefern.